# Излазне ране
Излазне ране (енгл. Exit Wounds) је амерички акциони филм, базиран на истоименом роману Џона Вестермана. Филм је режирао Анджеј Бартковјак, док главне улоге играју: Стивен Сигал, Ди-Ем-Екс, Ајзеја Вошингтон и Мајкл Џај Вајт.

## Радња
Стивен Сигал и Ди-Ем-Екс су партнери у овом ватреном трилеру Џоел Силвера. Улицу би требало назвати по детективу из Детроита Орину Бојду. Уместо тога, након што је дане и ноћи провео у лову на ангажоване политичке убице, он бива пребачен у саобраћајну полицију. Неко жели да склони Бојда с пута, али треба да послуша савет: „позовите појачање“! Акциони ветеран и борилачки уметник Сигал глуми Бојда, детектива челичне воље. Ди-Ем-Екс, реп звезда игра проблематичног клинца са улице који би могао да постане Бојдов савезник у његовој борби против корупције у полицији.

## Улоге
| Глумац           | Улога                    |
| ---------------- | ------------------------ |
| Стивен Сигал     | Орин Бојд                |
| Ди-Ем-Екс        | Латрел Вокер             |
| Ајзеја Вошингтон | Џорџ Кларк               |
| Ентони Андерсон  | Т. К. Џонсон             |
| Мајкл Џај Вајт   | Луис Страт               |
| Бил Дјук         | начелник полиције Хинџис |
| Џил Хенеси       | капетан Анет Малки       |
| Том Арнолд       | Хенри Вејн               |
| Метју Џ. Тејлор  | наредник Јуселдинџер     |
| Брус Макгил      | капетан Франк Данијелс   |
| Дејвид Вадим     | Мет Монтини              |
| Ева Мендез       | Триш                     |
| Драг-он          | Шон Ролинс               |